# Marismas del Guadalquivir
Marismas del Guadalquivir är en sumpmark i Spanien. Den ligger i den sydvästra delen av landet, 400 km sydväst om huvudstaden Madrid.